# Bracon baicalensis
Bracon baicalensis är en stekelart som beskrevs av Vladimir Ivanovich Tobias 2000. Bracon baicalensis ingår i släktet Bracon och familjen bracksteklar. Inga underarter finns listade.